# Juan Antonio Iglesias Sánchez
Juan Antonio Iglesias Sánchez (nascut el 3 de juliol de 1998) és un futbolista professional espanyol que juga com a lateral al Getafe CF de la Lliga.

## Carrera de club
Iglesias va néixer a Valladolid, Castella i Lleó, i va representar el Reial Valladolid de jove. Va debutar amb el filial a l'edat de 17 anys el 23 d'agost de 2015, entrant com a substitut de Dani Vega a la segona part en un empat 0-0 a casa de Segona Divisió B contra la Cultural i Deportiva Leonesa.
El 2 de setembre de 2017, després de participar amb moderació, Iglesias es va incorporar a la UD Logroñés i va ser destinat inicialment a l'equip B de Tercera Divisió. Va començar a jugar al primer equip l'abril del 2018, convertint-se després en titular habitual i esdevenint lateral dret; el gener de 2019, va renovar el seu contracte fins al juny de 2021.
El 18 de juliol de 2019, Iglesias va fitxar per un altre filial, el Getafe CF B també de tercera divisió. Va debutar amb el primer equip el 17 de desembre de l'any següent, començant com a titular en una victòria fora de casa per 2-1 contra el CD Anaitasuna, per a la Copa del Rei de la temporada.
Iglesias va debutar a la Lliga el 30 de desembre de 2020, començant com a titular en una derrota a domicili per 0-1 contra l'Atlètic de Madrid. Abans de la campanya 2021-22, va ser ascendit definitivament a la plantilla del primer equip del Geta i va renovar el seu contracte fins al 2026 el 19 d'agost de 2021.
Iglesias va marcar el seu primer gol com a professional el 18 de setembre de 2022, marcant el primer gol en una victòria a casa per 2-0 davant el CA Osasuna.